# 영어로 놀자
영어로 놀자는 1990년 4월 2일부터 2017년 3월 31까지 방송된 NHK 교육 텔레비전의 초등학교 저학년용 영어 교육 프로그램이다. 대한민국에서는 1993년 한본물산을 통해 비디오로 출시되었다.